# 嘉義氣象站
嘉義氣象站位於臺灣嘉義市西區，為交通部中央氣象署所屬的三等氣象測報機構，因嘉南平原為臺灣重要糧倉，因此設站之主要業務為農業氣象觀測，亦為全臺唯一有人駐站的農業氣象觀測站。

## 沿革
嘉義氣象站成立之前，嘉南平原地區僅有臺南氣象站（今中央氣象署臺灣南區氣象中心），而嘉義縣境內更只有針對臺灣高山氣候觀測的阿里山氣象站。鑒於嘉南平原是臺灣重要糧倉，因此臺灣省政府為配合農業資源開發及糧食增產，並推廣氣象資訊於農業之應用，於1968年6月開始嘉義氣象站籌劃工作，省政府氣象局指派劉建源擔任嘉義測候所首任主任，並負責氣象站廳舍、設備、防空洞的籌畫與興建工作。同年9月1日奉准成立「臺灣省氣象局嘉義測候所」，開啟嘉南平原農業氣象觀測史，也成為臺灣唯一一座專門針對農業氣象觀測而設置的有人氣象站。
1971年7月改稱為中央氣象局嘉義測候所，1977年7月改稱中央氣象局嘉義氣象測站，1982年增設農業氣象研究室，並配合農業試驗改良場設置「農業微氣象觀測坪」，為雲嘉南地區農民客製化之氣象服務。1989年8月因應中央氣象局三等測報機構命名規則，嘉義氣象測站改名為嘉義氣象站。
2007年2月1日嘉義氣象站展開站體改建工程，舊有宿舍開始拆除，3月9日舉行破土典禮，同年8月21日新辦公廳舍竣工，人員辦公遷入新房舍，舊辦公廳舍隨即開始拆除，11月21日新觀測坪啟用、12月21日工程總驗收完成，隔年9月19日舉行新辦公大樓揭牌啟用典禮。
2018年4月13日嘉義氣象站舉辦建站50週年慶祝活動，並邀請時任嘉義市長涂醒哲與會，活動中以嘉義氣象站主要業務之農業觀測，設計以「農樂」為主題的各種氣象知識闖關遊戲，還有焢窯、樂樂棒球、植樹等活動。
2023年9月15日因配合中央氣象局升格為中央氣象署，原稱中央氣象局嘉義氣象站同步更名為中央氣象署嘉義氣象站。

## 建築結構
嘉義氣象站1968年6月建站之初設有辦公廳舍、宿舍、風力塔，及因應時局而設的防空洞等，辦公廳舍為鋼筋混凝土加強磚造三層建築，一樓為日常辦公區域、二樓為會議室、三樓為風力塔，2007年2月1日氣象站改建，舊有宿舍、防空洞、辦公廳舍相繼拆除，新辦公大樓同年8月21日啟用，11月21日新觀測坪啟用。

## 編制
嘉義氣象站依據中央氣象署三等氣象測報機構，配有主任1人、職員4人。

## 觀測項目

### 地面氣象觀測
嘉義氣象站設有地面氣象自動測報系統，每日定時實施氣壓、氣溫、風向、風速、濕度、雲、天氣現象、降水、日射、日照、能見度、蒸發量、地溫等氣象要素。

### 地震觀測
嘉義氣象站設置新一代地震觀測系統井下地震儀觀測站，井內安裝井下寬頻地震儀、井下強震儀及地表強震儀等三種地震觀測儀器，於地表下三百公尺深度或接近岩盤位置，所記錄的地動訊號，即時透過網際網路回傳臺北氣象署本部地震測報中心。

## 外部連結
- 交通部中央氣象署 - 嘉義氣象站 （页面存档备份，存于） （繁體中文）